# Voice (署名サイト)
Voice（ボイス）は、一般社団法人Social Goodが運営する、オンライン署名運動を支援するウェブサイトである。

## 概要
当サイトは一般的な署名サイトとは異なり、署名と一緒に寄付（サイト上ではエールと呼ばれている）を集めることができる。
2022年4月時点で発起された署名活動は400件弱、署名者数は25万人以上で、寄付者数は2万人以上、寄付金の合計金額は7500万円以上。
主に扱われる問題は政治、スポーツ、世界平和、動物、新型コロナウイルス関連など。

## 著名な請願
- 2020年9月11日から30日まで、同年8月31日に閉園したとしまえんのプールエリアの存続を求める署名活動が、地元有志による同施設正門前での活動と並行して当サイト上でも行われた[4]。最終的な署名数は約1万2000名で、そのうち当サイト上での署名数は3042名、寄付総額は10万2200円であった。なお、この活動の発起人は当サイト設立者の秋田である[5]。